# Ludovico Colonna
Ludovico Colonna (1390 – Ardea, 12 ottobre 1436) è stato un condottiero italiano, conte di Santa Severina e signore di Ardea.

## Biografia
Figlio naturale di Giovanni Colonna, venne avviato sin da giovane alla carriera militare, schierato nella compagnia di ventura di Braccio da Montone.
Nel 1414 insieme al padre passò dalla parte di Muzio Attendolo Sforza, allora militante per il Regno di Napoli, ed occupò invano alcuni quartieri di Roma governati dallo Stato Pontificio.
Nel 1416 a Colfiorito insieme ad Angelo Tartaglia e Cristoforo da Lavello uccise a tradimento il condottiero Paolo Orsini, dandosi poi alla fuga. L'anno seguente mentre passeggiava per il Trastevere fu assalito da un soldato della famiglia Orsini, la quale voleva vendicare l'assassinio di Paolo: fortunatamente venne salvato dal padre Giovanni, che però perì nel tentativo di difenderlo.
Negli anni seguenti fronteggiò prima lo Stato Pontificio e Luigi III d'Angiò-Valois e poi passò al servizio del primo.
Nel 1424 ricevette da papa Martino V l'incarico di fronteggiare al seguito di Jacopo Caldora l'ex maestro d'armi Braccio da Montone che assediava L'Aquila e i territori limitrofi. In particolare, nello scontro finale, insieme a Minicuccio Ugolini mise in fuga la prima schiera e, nonostante fosse stato contrattaccato da Orso Orsini e Pietro Giampaolo Orsini, grazie all'intervento della squadra di Federico da Matelica, riuscì a prevalere. Alla morte del Montone ne trasportò trionfalmente a Roma il cadavere. L'anno successivo scacciò da Apiro e San Severino Marche Antonio Sanseverino ed attaccò il perugino.
Nel 1427 passò al servizio del duca di Milano Filippo Maria Visconti per fronteggiare il Carmagnola. Negli anni successivi prese parte ad alcune imprese in Liguria e in Toscana, tra cui la battaglia di San Romano del 1432 in cui fu sconfitto e costretto alla fuga.
Nel 1435, schierato con gli Aragonesi, prese parte al fallimentare assedio di Gaeta.
Nell'ottobre del 1436 suo cognato Gian Andrea Colonna, istigato dagli Orsini di Tagliacozzo che volevano vendicare l'omicidio di Paolo Orsini ed adirato per motivi legati alla proprietà di alcuni feudi di Giovanna Colonna, sua sorella e moglie di Ludovico, lo raggiunse ad Ardea e lo uccise nel castello, gettando il suo corpo in pasto ai cani.